# کمپ پوینت (ایلینوی)
کمپ پوینت (به انگلیسی: Camp Point) یک روستا در ایالات متحده آمریکا است که در ناحیه کمپ پوینت، شهرستان آدامز، ایلینوی قرار دارد. کمپ پوینت ۲٫۹۴ کیلومتر مربع مساحت و ۱٬۱۳۲ نفر جمعیت دارد.